# 505 (natante)
La 505 è una delle classi internazionali della vela.

## Storia
Deriva progettata da John Westell per l'associazione di Caneton, adottata in Francia nel 1954, dichiarata classe internazionale nel 1955.

## Descrizione
Si distingue per essere una delle prime classi ad adottare il trapezio e per l'allargamento artificiale della coperta, poi evolutasi nelle "terrazze" presenti in altre classi, la libertà che lascia la stazza riguardo alla forma delle appendici ha permesso di sviluppare piante a portanza ellittica e pale che si orientano automaticamente sopravento. Paul Elvstrøm ha timonato questa deriva dal trapezio portando il prodiere alle cinghie.